# Vicq-sur-Gartempe
Vicq-sur-Gartempe ist eine französische Gemeinde mit 656 Einwohnern (Stand: 1. Januar 2022) im Département Vienne in der Region Nouvelle-Aquitaine (vor 2016: Poitou-Charentes); sie gehört zum Arrondissement Châtellerault und zum Kanton Châtellerault-3. Die Einwohner werden Vicquois genannt.

## Lage
Vicq-sur-Gartempe liegt etwa 26 Kilometer ostsüdöstlich von Châtellerault an der Gartempe. Nachbargemeinden von Vicq-sur-Gartempe sind La Roche-Posay im Norden, Yzeures-sur-Creuse im Norden und Nordosten, Néons-sur-Creuse im Osten, Angles-sur-l’Anglin im Süden und Osten, Saint-Pierre-de-Maillé im Süden sowie Pleumartin im Westen.

## Bevölkerungsentwicklung
| Jahr                       | 1962 | 1968 | 1975 | 1982 | 1990 | 1999 | 2006 | 2018 |
| Einwohner                  | 1105 | 1014 | 893  | 756  | 668  | 715  | 720  | 613  |
| Quellen: Cassini und INSEE |      |      |      |      |      |      |      |      |

## Sehenswürdigkeiten
- Kirche Saint-Léger aus dem 12. Jahrhundert, seit 1935 Monument historique
- Pfarrhaus aus dem 17. Jahrhundert
- Schloss La Brosse, seit 1990 Monument historique

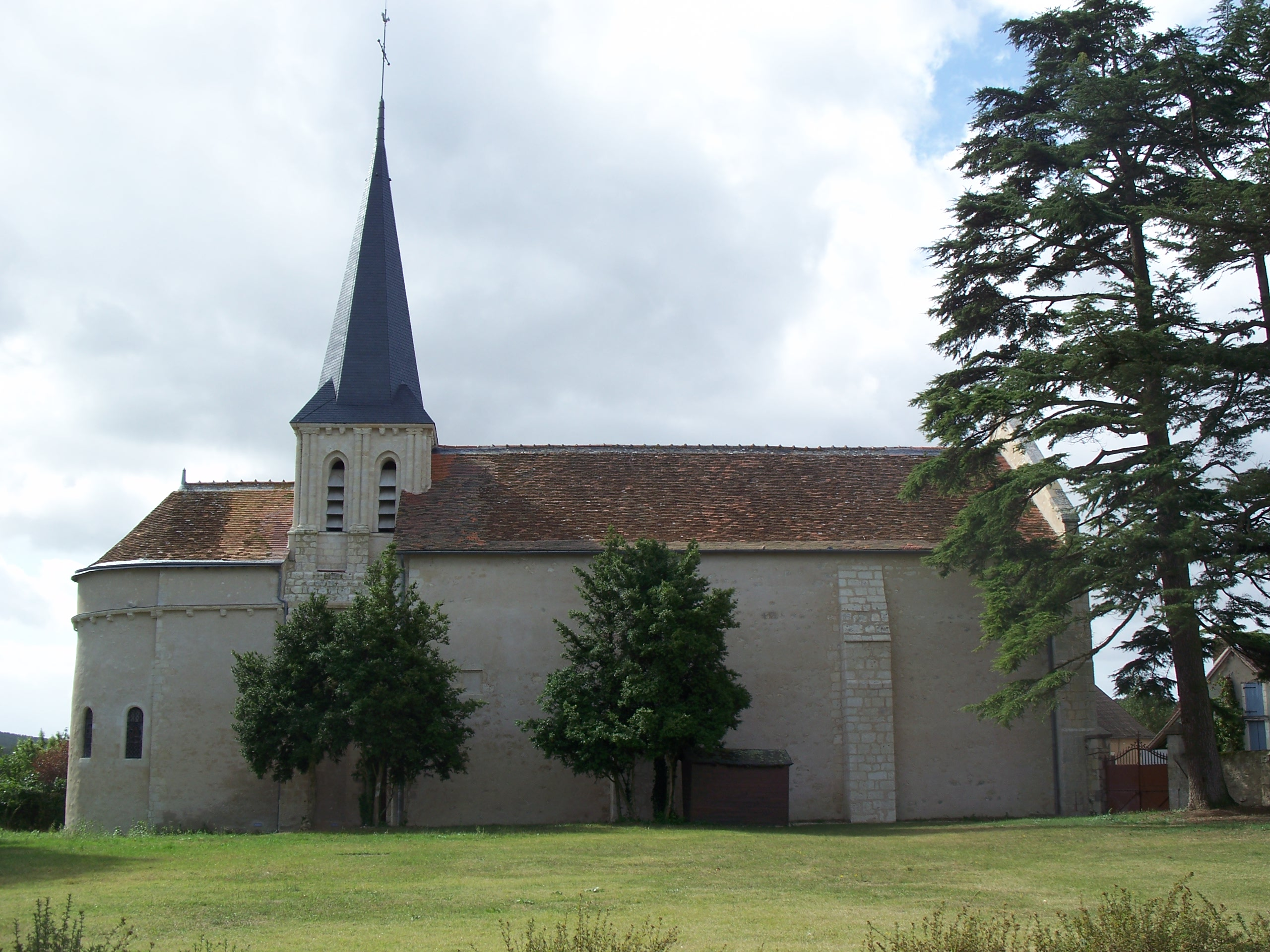
Kirche Saint-Léger
Schloss La Brosse